# شارل کارل
شارل کارل (انگلیسی: Charles Karle; ۱۵ مهٔ ۱۸۹۸ – ۲۴ ژوئن ۱۹۴۶) قایقران روئینگ اهل ایالات متحده آمریکا بود.